# Brazos (Nowy Meksyk)
Brazos – jednostka osadnicza w Stanach Zjednoczonych, w stanie Nowy Meksyk, w hrabstwie Rio Arriba.